# Glockengießerturm

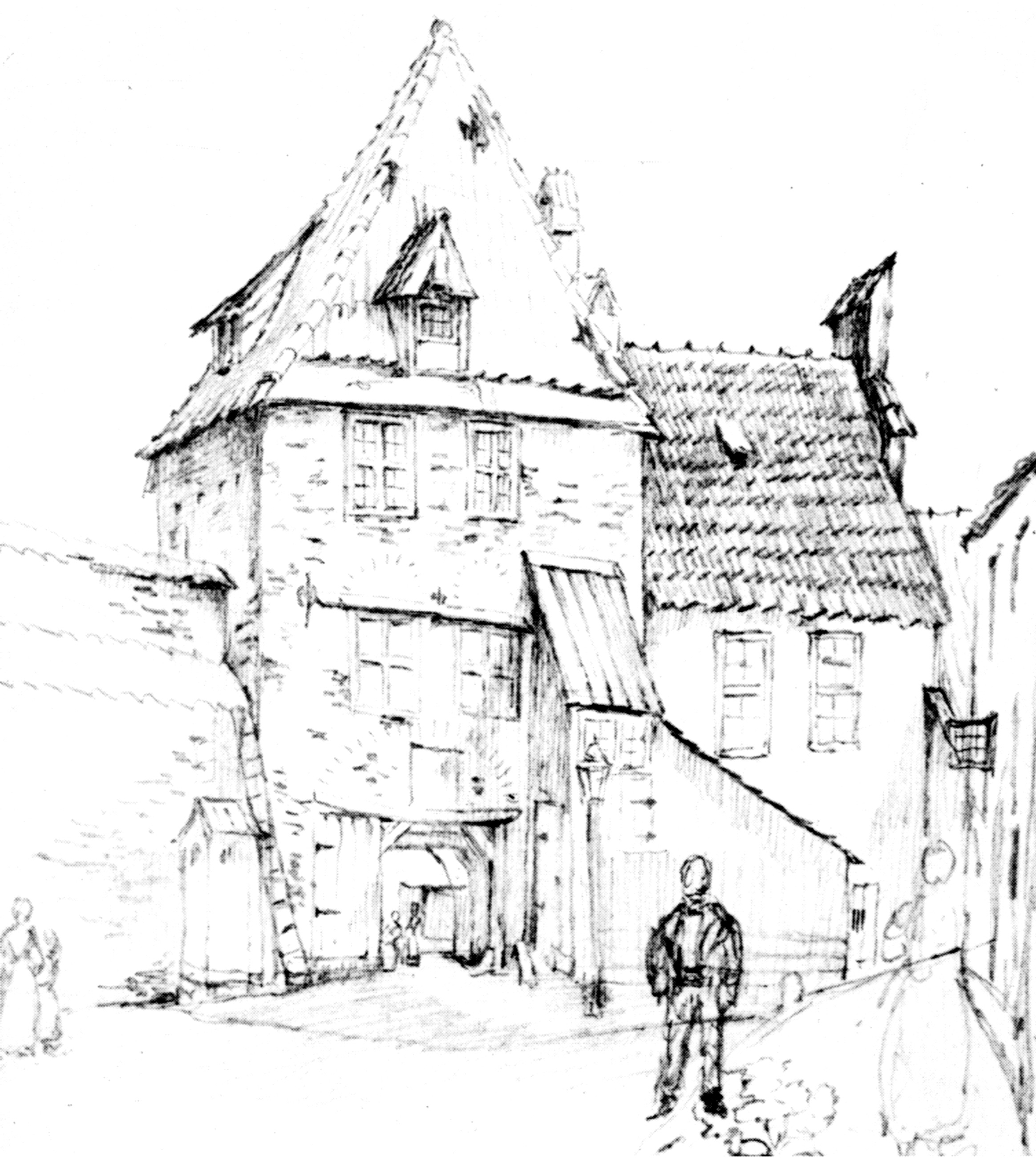
Der Glockengießerturm im Jahre 1843

Der Glockengießerturm war ein Torturm der Lübecker Stadtbefestigung.
Es handelte sich um einen vermutlich im 13. Jahrhundert beim Bau der Stadtmauer errichteten Turm, der erstmals 1459 anlässlich von Renovierungsarbeiten urkundlich erwähnt wurde. Der Standort des Turms mit dem Tordurchlass befand sich unterhalb der Glockengießerstraße unweit des Ufers der Wakenitz. Der einfache Turm mit viereckigem Grundriss diente nicht als Durchführung für eine Straßenverbindung, sondern nur dem Zugang zum Flussufer. 1857 wurde der Glockengießerturm abgetragen; es sind keinerlei Überreste erhalten.